# Världsmästerskapen i nordisk skidsport 1966
Världsmästerskapen i nordisk skidsport 1966 ägde rum i Oslo i Norge, vid Holmenkollen den 17-27 februari 1966.

## Längdåkning herrar

### 15 kilometer
20 februari 1966
| Medalj | Tävlande              | Tid     |
| Guld   | Gjermund Eggen, Norge | 47.56,2 |
| Silver | Ole Ellefsæter, Norge | 48.11,3 |
| Bronze | Odd Martinsen, Norge  | 48.14,7 |

### 30 kilometer
17 februari 1966
| Medalj | Tävlande                   | Tid       |
| Guld   | Eero Mäntyranta, Finland   | 1:37.26,7 |
| Silver | Kalevi Laurila, Finland    | 1:38.11,3 |
| Brons  | Walter Demel, Västtyskland | 1:38.11,6 |

### 50 kilometer
26 februari 1966
| Medalj | Tävlande                 | Tid       |
| Guld   | Gjermund Eggen, Norge    | 3:03.04,7 |
| Silver | Arto Tiainen, Finland    | 3:03.15,1 |
| Brons  | Eero Mäntyranta, Finland | 3:03.54,3 |

### 4 × 10 kilometer stafett
23 februari 1966
| Medalj | Lag                                                                          | Tid       |
| ------ | ---------------------------------------------------------------------------- | --------- |
| Guld   | Norge (Odd Martinsen, Harald Grønningen, Ole Ellefsæter, Gjermund Eggen)     | 2:14.27,9 |
| Silver | Finland (Kalevi Oikarainen, Hannu Taipale, Kalevi Laurila, Eero Mäntyranta)  | 2:15.40,9 |
| Brons  | Italien (Giulio de Florian, Franco Nones, Gianfranco Stella, Franco Manfroi) | 2:18.12,2 |

## Längdåkning damer

### 5 kilometer
21 februari 1966
| Medalj | Lag                                | Tid     |
| Guld   | Alevtina Koltjina, Sovjetunionen   | 17.18,9 |
| Silver | Klavdija Bojarskich, Sovjetunionen | 17.25,2 |
| Brons  | Rita Atjkina, Sovjetunionen        | 17.42,5 |

### 10 kilometer
19 februari 1966
| Medalj | Lag                                | Tid     |
| Guld   | Klavdija Bojarskich, Sovjetunionen | 36.25,5 |
| Silver | Alevtina Koltjina, Sovjetunionen   | 36.43,3 |
| Brons  | Toini Gustafsson, Sverige          | 37.21,4 |

### 3 × 5 kilometer stafett
27 februari 1966
| Medalj | Lag                                                                  | Tid     |
| ------ | -------------------------------------------------------------------- | ------- |
| Guld   | Sovjetunionen (Klavdija Bojarskich, Rita Atjkina, Alevtina Koltjina) | 56.04,2 |
| Silver | Norge (Ingrid Wigernæs, Inger Aufles, Berit Mørdre)                  | 57.59,8 |
| Brons  | Sverige (Barbro Martinsson, Britt Strandberg, Toini Gustafsson)      | 58.00,7 |

## Nordisk kombination, herrar

### Individuellt
20-21 februari 1966
| Medalj | Tävlande                   | Poäng  |
| Guld   | Georg Thoma, Västtyskland  | 444,66 |
| Silver | Franz Keller, Västtyskland | 443,04 |
| Brons  | Alois Kälin, Schweiz       | 440,73 |

## Backhoppning, herrar

### Normalbacke
19 februari 1966
| Medalj | Tävlande                      | Poäng |
| Guld   | Bjørn Wirkola, Norge          | 234,6 |
| Silver | Dieter Neuendorf, Östtyskland | 230,6 |
| Brons  | Paavo Lukkariniemi, Finland   | 219,9 |

### Stora backen
27 februari 1966
| Medalj | Tävlande                | Poäng |
| Guld   | Bjørn Wirkola, Norge    | 215,3 |
| Silver | Takashi Fujisawa, Japan | 207,6 |
| Brons  | Kjell Sjöberg, Sverige  | 204,6 |

## Medaljligan
| Pl. | Nation        | Guld | Silver | Brons | Totalt |
| --- | ------------- | ---- | ------ | ----- | ------ |
| 1   | Norge         | 5    | 2      | 1     | 8      |
| 2   | Sovjetunionen | 3    | 2      | 1     | 6      |
| 3   | Finland       | 1    | 3      | 2     | 6      |
| 4   | Västtyskland  | 1    | 1      | 1     | 3      |
| 5   | Sverige       | 0    | 0      | 3     | 3      |
| 6   | Japan         | 0    | 1      | 0     | 1      |
| 7   | Östtyskland   | 0    | 1      | 0     | 1      |
| 8   | Schweiz       | 0    | 0      | 1     | 1      |
| 9   | Italien       | 0    | 0      | 1     | 1      |